# Dacus adenae
Dacus adenae är en tvåvingeart som först beskrevs av Erich Martin Hering 1940.  Dacus adenae ingår i släktet Dacus och familjen borrflugor.
Artens utbredningsområde är Kamerun. Inga underarter finns listade i Catalogue of Life.